# Cornago
Cornago egy község Spanyolországban, La Rioja autonóm közösségben. Cornago Muro de Aguas, Villarroya, Grávalos, Igea, Valdemadera és San Pedro Manrique községekkel határos. Lakosainak száma 287 fő (2024).

## Nevezetességek
Valószínűleg a 13. század végén épült fel ma is látható vára egy korábbi erődítmény helyén. Jellegzetessége a négy sarokbástya, amelyek közül három kör keresztmetszetű, egy viszont szögletes.

## Népesség
A település népessége az elmúlt években az alábbi módon változott:
| Lakosok száma | 559  | 540  | 491  | 463  | 405  | 366  | 337  | 312  | 310  | 287  |
|               | 2001 | 2004 | 2007 | 2009 | 2012 | 2014 | 2017 | 2019 | 2022 | 2024 |